# 洛滨镇
洛滨镇，是中华人民共和国陕西省渭南市蒲城县下辖的一个乡镇级行政单位。

## 行政区划
洛滨镇下辖以下地区：
马湖村、永平村、东池村、前洼村、洛西村、富塬村、马庄村、西头村、苏家坡村、韦村、坡底村、寺庄村、避难堡村、蔡邓村、南店村、庆兴村、韩河村、杏尧村和桥坡村。